# Byrsonima nitidissima
Byrsonima nitidissima är en tvåhjärtbladig växtart som beskrevs av Carl Sigismund Kunth. Byrsonima nitidissima ingår i släktet Byrsonima och familjen Malpighiaceae. Inga underarter finns listade i Catalogue of Life.